# Magma (Marvel)
Magma (echte naam Amara Juliana Olivians Aquilla, ook wel bekend als Allison Crestmere) is een fictieve superheldin uit de strips van Marvel Comics. Ze werd bedacht door Chris Claremont en Bob McLeod, en verscheen voor het eerst in New Mutants vol. 1 #8. Haar naam Magma kreeg ze in New Mutants vol. 1 #10.
Magma is een mutant met de gave om lava te manipuleren.

## Biografie
Magma komt oorspronkelijk uit het fictieve land Nova Roma (New Rome), een kolonie van de Romeinse Republiek die volgens de geschiedenis van het Marvel Universum is opgericht kort na de dood van Julius Caesar in 44 BC. De kolonie is verborgen in het hedendaagse Brazilië en werd tot voor kort geregeerd door Selene.
Magma is de dochter van Lucius Antonius Aquilla. Hij was waarschijnlijk lid van de historische gens Antonia, die beweerde nakomelingen te zijn Anton, de zoon van Hercules. Toen de New Mutants Nova Roma bezochten voegde Magma zich bij hen. In  New Mutants #53 (juli, 1987) herkende Magma haar grootmoeder in een standbeeld van Selene. Selene bevestigde later dat ze zowel model heeft gestaan voor het beeld als de voorouder in kwestie was.
Gedurende deze tijd ontwikkelde Magma een relatie met de mutant Empath, ondanks dat hij haar vrienden wreed behandelde.
Later werd onthuld dat Nova Roma niet Romeins van oorsprong was, maar was gemaakt door Selene via manipulatie van Britse burgers. Verder bleek Magma’s echte naam Allison Crestmere te zijn. Terwijl ze nog onder invloed was van de "Allison" persoonlijkheid werd ze tijdelijk lid van de Hellions.
Magma was een van de mutanten die gekruisigd achtergelaten werden bij de X-Men’s school. Een bloedtransfusie van Archangel genas haar, maar ze belandde in een diepe coma. Elixer en een andere student maakten haar met geweld wakker, tegen de bevelen van Professor X in. Hierbij vernietigde Magma per ongeluk een ziekenzaal en vluchtte.
Ze belandde uiteindelijk in Los Angeles, weer met haar oude Amara persoonlijkheid. Hier ontmoette ze Cannonball, die zich had aangesloten bij de X-Treme X-Men. Ze sloot zich eveneens een tijdje bij dit team aan.
Gedurende de gebeurtenissen in House of M verloor Magma haar vriend toen de twee een vulkaan onderzochten op het moment dat Scarlet Witch duizenden mutanten machteloos maakte. Zijn dood dreef Magma tijdelijk tot waanzin en maakte dat ze de vulkaan liet uitbarsten en een naburig stadje bedreigde. Ze werd gevonden en gekalmeerd door Empath, die haar terugbracht naar de X-Men.

## Alternatieve versies

### Age of Apocalypse
In de Age of Apocalypse realiteit werd Amara, net als veel andere jonge mutanten, gerekruteerd door Apocalypse en werd een van zijn huurmoordenaars. Ze werd naar Londen gestuurd om de leider van de Human High Council te doden, maar haar aanval werd tegengehouden door Wolverine.

### Days of Future Past
In de Days of Future Past tijdlijn wonnen de mutanten een oorlog tegen de mensen, waarna Amara samen met Sunspot een staat voor mutanten schiep waar normale mensen geen rechten hadden.

## Krachten en vaardigheden
Magma is een mutant met verschillende krachten:
Aarde manipulatie: Magma kan psionisch de bewegingen van de tektonische platen beheersen binnen een beperkt gebied. Binnen dit gebied kan ze krachtige aardbevingen opwekken.
Vuur manipulatie: Magma kan vuur creëren uit het niets. Ze geeft er echter de voorkeur aan lava te gebruiken in plaats van gewoon vuur. Het is niet bekend hoe groot de hitte is die Magma kan opwekken, maar er wordt algemeen aangenomen dat dit ergens rond de 850 °Fahrenheit ligt.
Magma manipulatie: Magma’s bekendste kracht. Ze kan lava of gesmolten gesteente van onder de aardkorst omhoog doen komen en zo miniatuurvulkanen maken. Ze kan ook lava afschieten als wapen. Als ze haar krachten gebruikt geeft Magma’s lichaam intense hitte en licht af. In deze vorm is Magma immuun voor zowel haar eigen hitte als andere hittebronnen.

## In andere media

### Televisie
In de animatieserie X-Men: Evolution is Magma een Braziliaanse mutant die studeert aan Xaviers school. Haar connectie met Nova Roma wordt in de serie niet genoemd. In de serie is ze lid van de New Mutants, en heeft een sterke vriendschap met Meltdown. Een speciale aflevering over een reis naar de Bahama's focuste vooral op magma. Magma’s stem in de serie werd gedaan door Alexandra Carter.

### Films
In de film X2 verschijnt Magma’s naam op een lijst met namen op Strykers computer wanneer Mystique deze doorzoekt.

### Videospellen
Magma is een centraal figuur in het videospel X-Men Legends. In het spel is ze een van de nieuwste studenten op Xaviers school en van Amerikaanse afkomst. Ze verscheen echter niet in de sequel, X-Men Legends II: Rise of Apocalypse.